# Ассоциация государств Вест-Индии
Ассоциация государств Вест-Индии — собирательное название для ряда островов в восточной части Вест-Индии, статус которых изменился с британских колоний на государства, находящиеся в свободной ассоциации с Великобританией с 1967 года. В ассоциацию вошли: Антигуа и Барбуда, Доминика, Гренада, Сент-Кристофер-Невис-Ангилья, Сент-Люсия и Сент-Винсент и Гренадины.

## История
Ассоциированная государственность между этими шестью территориями и Великобританией была установлена Законом об ассоциированной государственности 1967 года. В соответствии с этим законом каждое государство имело полный контроль над своей конституцией (и, следовательно, внутреннее самоуправление), в то время как Великобритания сохраняла ответственность за внешнюю политику и оборону. Британский монарх оставался главой государства, но губернатор теперь имел только конституционные полномочия и часто был местным жителем. Многие решили сменить свои флаги с модифицированных версий Синего кормового флага на уникальные дизайны, а три — Сент-Винсент и Гренадины, Сент-Кристофер-Невис-Ангилья и Гренада — приняли флаги синего, зелёного и жёлтого цвета.
В период свободной ассоциации все государства участвовали в Совете министров ассоциированных государств Вест-Индии, Восточно-карибском общем рынке и Карибской ассоциации свободной торговли (КАРИФТА) (в настоящее время заменяется Карибским сообществом). Сотрудничество между восточно-карибскими государствами продолжалось после того, как ассоциированные государства Вест-Индии достигли отдельной независимости в форме Организации Восточно-карибских государств. Со временем ассоциированные государства обрели полную независимость, первой из которых стала Гренада в 1974 году. Затем последовали Доминика в 1978 году, Сент-Люсия и Сент-Винсент в 1979 году, Антигуа и Барбуда в 1981 году и Сент-Китс и Невис в 1983 году.
Движение к независимости не всегда было мирным, поскольку сепаратистские движения / кампании происходили на Барбуде, Невисе и Ангилье. В Ангилье это привело к отделению от Сент-Китс-Невис-Ангильи в 1969 году и возвращению её под британское правление в качестве отдельной колонии. В 1970-е годы местный совет Невиса хотел последовать примеру Ангильи, а не стать независимым вместе с Сент-Китсом; однако Великобритания была против превращения Невиса в отдельную колонию, и в конечном итоге федерация Сент-Китс и Невис стала независимой в 1983 году. На Барбуде шла кампания за независимость от Антигуа, но она не увенчалась успехом. Из всех этих островов, которые когда-то были ассоциированными государствами, теперь все независимы, за исключением Ангильи в составе бывшего Сент-Китс-Невис-Ангилья, которая до сих пор остается британской заморской территорией.